# Slam (film, 2018)
Pour les articles homonymes, voir Slam.
Pour plus de détails, voir Fiche technique et Distribution.
Slam est un film dramatique franco-australien réalisé par Partho Sen-Gupta, sorti en 2018.

## Synopsis
Tarik, jeune homme d'origine palestinienne, mène une vie tranquille en Australie. Jusqu'au jour où sa sœur Ameena, slameuse engagée, disparaît brusquement. Alors que la policière mandatée pour suivre l'affaire veut explorer toutes les pistes, les médias pointent la possibilité qu'Ameena ait rejoint l'État islamique.

## Fiche technique
- Titre original : Slam
- Réalisation et scénario : Partho Sen-Gupta
- Musique : Eryck Abecassis
- Décors : Clayton Jauncey
- Costumes : Shareen Beringer
- Photographie : Bonnie Elliott
- Son : Nicolas Becker
- Montage : Annick Raoul
- Production : Michael Wrenn, Tenille Kennedy et Marc Irmer
  - Producteur exécutif : Alaa Alasad, Aya Al Blouchi et Alissar Gazal
- Sociétés de production : Invisible Republic, Dolce Vita Films, The Koop, Studio KGB, Sandbox et Adhésive Production
- Société de distribution : Wayna Pitch
- Pays de production :  France et  Australie
- Langue originale : anglais
- Format : couleur — 2,35:1
- Genre : drame
- Durée : 115 minutes
- Dates de sortie :
  - Estonie : 27 novembre 2018 (Tallinn)
  - Australie : 15 juin 2019 (Sydney) ; 17 octobre 2019 (sortie nationale)
  - France : 1er décembre 2021

## Distribution
- Adam Bakri : Ricky
- Rachael Blake : Joanne Hendrick
- Rebecca Breeds : Sally McLeary Nasser
- Darina Al Joundi : Rana Nasser
- Danielle Horvat : Ameena Nasser
- Abbey Aziz : Hanan Faour
- Damian Hill : Shane
- Lourdes Abdishou : Alia Nasser
- David Roberts : Alan McLeary
- Nicholas Hope : Pete le journaliste
- Olivia Brown : Rose